# The Crowds
The Crowds ist eine deutsche Punk-Band, die nach wie vor in ihrer Originalbesetzung existiert. Karl-Heinz Stille nennt sie als wichtigen Vertreter der späten 1980er-Jahre.

## Geschichte
Die Brüder Uli und Andi Feiertag lernten Thomas „Gutl“ Gutmann nach der Biographie bei MySpace „im Battlefield Sandkiste“ kennen; nachdem Uli „[n]ach vielen gemeinsamen Jahren Handball und Fußball spielens“ anfing, Bass zu spielen, besorgte Gutmann sich ein Mikrofon. Uli Feiertag wurde nach kurzer Zeit Sänger, da er besser sang als Gutmann, der wiederum Gitarrist wurde. Andi Feiertag fing an, Schlagzeug zu spielen; anfangs spielte die Band noch mit einem Sänger, „der sich aber bald darauf entschied, da er mit den harten sozialkritischen Texten nicht umgehen konnte, sich der Popmusik zuzuwenden“. 1982 stieß Dieter Rau zu der Band, der den übrigen Mitgliedern in der Schule als Pianist aufgefallen war und als Keyboarder einstieg. Dies wird als Anfang von The Crowds (damals noch Nossferatu genannt) angesehen.
1984 gewann The Crowds einen Band-Wettbewerb, worauf Robespiere mit der Band die Single Lügner (von da an nannte die Band sich The Crowds) und mit verschiedenen Gitarristen die 12” Sieger sind die Helden einspielte; zu dieser Zeit war in der Szene allerdings Hardcore-Punk angesagt, und die Band erhielt „nur wenig Möglichkeiten sich zu präsentieren“, obgleich einige Stücke überregional bekannt wurden.
Da „der Punk anfangs der 90er Jahre in München immer mehr verschwand“, nahmen auch die Aktivitäten der Band ab, jedoch hielt „[j]ahrelanges experimentieren von Uli Feiertag […] die Band am Leben, die schließlich durch mehrere Konzerte in der Schweiz auch wieder an die Öffentlichkeit kam“, inzwischen mit Uli an der Gitarre und Harald Freytag am Bass. Kurz nachdem Gutl, „befreit durch die Familienzwänge“ wieder in die Band einstieg, verließ Harald die Band wieder, womit die Band wieder in der Originalbesetzung bestand. In dieser wurde das Album Menschenfeinds Feindfahrt eingespielt. Unterstützt wurde sie dabei durch Katz Seger und Olli Nauerz (bekannt durch den Film Mia san dageng), die der Band zahlreiche Auftritte verschufen und in ihren Fanzines über The Crowds berichteten. 2010 erschien das in Eigenregie produzierte, gemischte und gemasterte Album Der fette Marodeur.

## Stil
Mit dem Einsatz von Orgel und Synthesizer weicht The Crowds stark von anderen Punk-Bands und dem damals in der Szene angesagten Hardcore Punk ab und wurde daher mitunter auch nicht als solche anerkannt; in der Rezension zur Lügner-Single im Vollsuff-Fanzine etwa hieß es:

„Pfui! Da wird man schwer auf´s Kreuz gelegt! Wer Punk erwartet hat Pech!! Zwar gute Texte aber perfekteste Konservenmusik aus dem Computer ist drauf. Eher was für New Wave und Synthie-Freaks.“

Die Band wurde daher auch mit The Doors und The Stranglers verglichen:

„DOORS, STRANGLERS, CROWDS hat mal einer gesagt?! Wegen der Orgel und den Synthies vielleicht, aber THE CROWDS sind keine ‚wir wollen wie eine angloamerikanische Rock-Band klingen‘-Kapelle. (obwohl The Stranglers cool sind und Doors teilweise in Paris beheimatet) It’s only Rock’n’Roll ist auch so ein Motto das NICHT auf unserer Fahne steht! Und! Punkposer Bubis mit „Popstar will entdeckt werden Haltung“ sind wir auch nicht.“

Die Band gibt als Einflüsse The Stranglers, Killing Joke, The Clash, The Sisters of Mercy, UK Subs, The Damned, The Doors und Ennio Morricone an und beschreibt ihren Stil mit „The Stranglers treffen Rammstein“.

## Diskografie
- 1985: Lügner/Kanal (Single)
- 1986: Sieger sind die Helden (Album, Riot Records, 2003 wiederveröffentlicht)
- 2007: MenschenFeinds Feindfahrt (Album, Aggressive Noise)
- 2010: Der fette Marodeur (Album)